# Herbert (archevêque de Besançon)
Pour les articles homonymes, voir Herbert.
Herbert est un ecclésiastique, archevêque de Besançon de 1163 à 1170.

## Biographie
Herbert est un Allemand, prévôt de la cathédrale d'Aix-la-Chapelle. Au concile de Pavie de février 1160, dont l'objet est de trancher entre les deux prétendants à la papauté Victor IV et Alexandre III, il est un des porte-parole de l'empereur Frédéric Barberousse, qui soutient et reconnaît l'antipape Victor IV.
En 1163, après que Gauthier de Bourgogne, soutien du pape Alexandre III et du roi de France Louis VII, a renoncé au siège de Besançon, Frédéric Barberousse nomme sur ce siège un de ses fidèles, Herbert. Excommunié par le pape Alexandre III et fidèle à l'antipape Victor IV, Herbert apparaît sur les listes officielles comme schismatique. Herbert reste pendant quatre ans archevêque élu avant d'être sacré à Saint-Pierre-de-Rome le 30 juillet 1167 par l'antipape successeur de Victor IV, Pascal III.
Il est un archevêque actif, qui donne de nombreux actes et impose son pouvoir. Il exige l'hommage de l'archidiacre de Salins et refuse l'usage des insignes pontificaux à l'abbé de Saint-Vincent de Besançon. En tant que seigneur de Besançon, il obtient de l'empereur le 30 décembre 1164 une sentence contre les habitants de la ville qui ne respectent pas son monopole sur le change.
Il est un ferme soutien de l'empereur Frédéric, qu'il reçoit à Besançon lors de l'été 1166, pendant la préparation de l'expédition qui conduit à la prise de Rome en juillet 1167 puis au sacre d'Herbert.
Herbert meurt à Besançon en 1170/1171, toujours fidèle aux antipapes et refusant de reconnaître Alexandre III. Son successeur, Eberard de Saint-Quentin, se rallie à Alexandre III avant 1174.
Au troisième concile du Latran de mars 1179 qui met fin au schisme, les ordinations célébrées par les antipapes Victor IV, Pascal III et Calixte III, dont celle d'Herbert, nommément désigné, sont déclarées nulles. En conséquence, le pape Alexandre III déclare le 25 juin 1180 que tous les actes d'Herbert sont réputés nuls et doivent être renouvelés.